# David Fallows

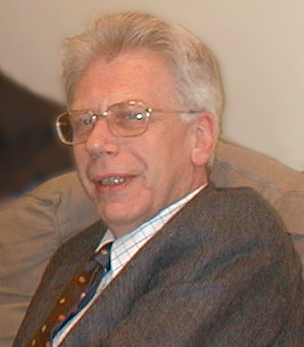
David Fallows in 2002

David Fallows (Buxton, 20 december 1945) is een Brits musicoloog die gespecialiseerd is in muziek uit de late middeleeuwen en renaissance en authentieke uitvoeringspraktijk. Hij is een autoriteit op het gebied van 15e-eeuwse muziek en gespecialiseerd in Guillaume Dufay en Josquin des Prez en de toenmalige seculiere muziek.